# إبراهيم حسين برو
إبراهيم حسين برو (1973 - 1994) كان عضو في حزب الله زعم أنه مسؤول عن تفجير آميا عام 1994 في بوينس آيرس والذي أسفر عن مقتل 85 شخصا. اتهم المسؤولون الأرجنتينيون والأمريكيون والإسرائيليون برو وهو مواطن لبناني يبلغ من العمر 21 عاما بتفجير مقر الطائفة اليهودية في الأرجنتين. يصف حزب الله الاتهامات بأنها «كاذبة بشكل قاطع».
نشأ برو في لبنان. وفقا لأخوته حول عام 1989 تغير جذريا وترك المدرسة وأصبح مهتم بحزب الله حيث كان شقيقه علي عضوا نشطا. كانت والدته تخشى أن ينتهي برو إلى نهاية سيئة وتقدم بطلب للحصول على تأشيرة له للذهاب إلى ديترويت - إلى حيث هاجر بعض أفراد الأسرة - ولكن تم رفض الطلب لأن برو كان دون السن القانونية. ثم سافر إلى إيران حيث كان يفترض أنه تلقى تدريبا.
يشتبه في أن برو دخل إلى الأرجنتين بالقرب من سيوداد دل استى وهي منطقة معروفة بالتهريب والمخدرات وغيرها من الأنشطة غير القانونية حيث تشارك البرازيل وباراغواي والأرجنتين حدودا يرافقه رجل يدعى أحمد سعد.
انفجرت القنبلة التي انفجرت فيها شاحنة مليئة بالمتفجرات مقابل مبنى آميا على غرار الهجوم الذي شنته السفارة الإسرائيلية في بوينس آيرس في مارس 1992 وربما ارتكبه أيضا حزب الله. يبدو أن الهجمات وقعت بدعم من إيران على الرغم من أن الحكومة الإيرانية نفت مرارا هذه الاتهامات.
بعد شهرين من الهجوم أفادت الأنباء أن برو قد قتل في محطات إذاعية في لبنان على يد الجيش الإسرائيلي ويبدو أنها محاولة للتخلي عن دوره في الهجوم في الأرجنتين. بعد التفجير تلقت زوجة برو 300 دولار شهريا من حزب الله.
في أواخر عام 2005 تم التعرف على برو كمرتكب لجريمة التفجير بعد سنوات من التحقيق والمضاربة على من ارتكب التفجير. قال النائب العام للحكومة الأرجنتينية ألبرتو نيسمان أن الأخوين اللذين يقيمان في الولايات المتحدة قد أشهدا بانضمامه إلى حزب الله الشيعي المتشدد. قال نيسمان: "كانت شهادة الإخوة جوهرية وغنية بالتفاصيل وأظهرت أنه هو الذي قتل. كان قرار مجلس النواب الأميركي في يوليو 2004 أعلن أن برو هو الانتحاري ولكن لم يتم الإعلان عن هويته حتى نوفمبر 2005 بعد أن حدد أقارب برو في ديترويت صورته. كما اعترف برو ب"80 في المئة متأكدين" من قبل شهود عيان نيكولاسا روميرو الذي رأى السائق في السيارة بالقرب من مبنى آميا. غير أن بعض الصحفيين الأرجنتينيين أعربوا عن تحفظات بشأن هذه النتائج المزعومة اعترض خورخي أورين بري في مقال نشرته صحيفة لا ناسيون على أولئك الذين يصرون على فرض الفرضيات كما ثبت عندما لا واعترضوا على تورط برو في هذه الحوادث. كما أنكر أشقاء برو هذا الإصدار في أبريل 2005 أمام المدعي العام الأميركي مشيرا إلى أن برو توفي في 9 سبتمبر 1994 أثناء القتال في لبنان ولم تجر عمليات تشريح مناسبة أو اختبارات الحمض النووي حيث ألقت الشرطة الرأس في سلة قمامة حيث يعتقد أنه المفجر.
يخشى شقيق برو بعد أن كان يبدو أنه حدد برو في صورة فوتوغرافية أن برو كان له أي دور في الهجوم. أضاف "لقد غيروا الحقيقة". "أعطيتهم صورة [لبرو] في السابعة عشرة من العمر ولكن عندما رأيت صورة في الأخبار قلت: "كيف ينشرون الصورة التي أعطيتهم لهم قبل بضعة أشهر مرة أخرى؟ قالوا في الأخبار بأنني من حدد الصورة وهذا ليس صحيحا وأعطيتهم صورة له في 17 ولكن أنا لا أعرف من هو الآخر".
في مقابلة أجريت في مايو 2007 قال جيمس تشيك سفير كلينتون لدى الأرجنتين وقت التفجير لصحيفة لا ناسيون: «على حد علمي لم يكن هناك أي دليل حقيقي [للمسؤولية الإيرانية]». أشار إلى أن سخونة الرصاص في هذه القضية هو منشق إيراني يدعى منوشر موتامر الذي «يفترض أنه كان لديه كل هذه المعلومات». لكن موتامر تحول إلى مسؤول غير رفيع المستوى غير راض دون معرفة صنع القرار الحكومي. قال تشيك: «قررنا أخيرا أنه غير موثوق». أكد رون جودارد نائب رئيس البعثة الأمريكية في بوينس ايرس حساب تشيك. أشار إلى أن المحققين لم يعثروا على أي شيء يربط إيران بالتفجير. قال جودارد: «إن كل شيء إيراني يبدو نوعا ما واهي».